# 斡豁秃儿
斡豁秃儿（蒙古语转写：Oqotur，羅馬化：hūqūtur，见《史集》），出身弘吉剌部，是蒙古帝国派驻印度斯坦、克什米尔地区的探马赤军（边境镇戍军）指挥官，成吉思汗正妻孛儿帖的兄弟。《元朝秘史》记作斡豁禿儿，《元史》作火忽。
《史集》记载“另有一支弘吉剌部，其首领为德那颜，有两子，分别为阿勒赤那颜和斡豁秃儿那颜。”据此可知，斡豁秃儿出自孛儿帖所属的特・薛禅家族。成吉思汗在世时，斡豁秃儿的事迹记载极少。《五族谱・拖雷汗的那可儿一览》提到“阿勒赤那颜与斡豁秃儿为兄弟，皆弘吉剌部首领，左翼千户长之一……”，推测他与兄长阿勒赤共同参与部族统治。
窝阔台即位后，斡豁秃儿与答亦儿・拔都一同被派往印度方向担任探马赤军指挥官。《元朝秘史》记载“窝阔台与察合台商议，先遣绰儿马罕率军征讨巴黑塔惕国的合里伯（哈里发）莎勒坛（苏丹），后令斡豁秃儿、蒙格秃二将增援。”
《史集》提到“曾派遣两万人的军队驻守印度边境的昆都士、巴达赫尚等地，先后任命蒙格秃、斡豁秃儿、撒里那颜为万夫长。”其中斡豁秃儿即对应《元朝秘史》中的记载，证实印度方向的探马赤军统帅依次为蒙格秃→斡豁秃儿→撒里那颜。
斡豁秃儿去世后，印度方向的军事指挥权由撒里那颜继承，后归入伊利汗国旭烈兀麾下。旭烈兀之子阿八哈时期，率领“呼罗珊合剌兀纳思千户”的别乞・把阿秃儿同样出身弘吉剌部，可能与斡豁秃儿同属一族。